# Ich weiß, was du letzten Sommer getan hast (2025)
Ich weiß, was du letzten Sommer getan hast (Originaltitel I Know What You Did Last Summer) ist ein US-amerikanischer Spielfilm aus dem Jahr 2025 unter der Regie von Jennifer Kaytin Robinson nach einem Drehbuch von Robinson gemeinsam mit Leah McKendrick und Sam Lansky mit Jennifer Love Hewitt, Freddie Prinze Jr., Madelyn Cline, Sarah Pidgeon, Tyriq Withers, Jonah Hauer-King und Chase Sui Wonders. Der Horrorfilm ist eine Fortsetzung von Ich weiß, was du letzten Sommer getan hast (1997) und Ich weiß noch immer, was du letzten Sommer getan hast (1998).

## Handlung
Am 4. Juli in Southport feiern Danica und Teddy ihre Verlobungsparty; unter den Gästen ihre Highschool-Freunde Ava und Milo, die früher ein Paar waren. Als es dunkel geworden ist, beschließen sie, das Feuerwerk anschauen zu wollen. Vorher entdecken sie unter den Getränkelieferanten ihre alte Freundin Stevie, die früher Teil ihrer Gruppe war, aber einen Drogenentzug machen musste. Sie wird von ihnen eingeladen und von ihrer Kollegin Hannah ermuntert, mitzugehen. Zu fünft fahren sie aus und halten an einer Straßenkurve auf einer Klippe. Teddy stellt sich auf die andere Straßenseite, was dazu führt, dass ein entgegenkommendes Auto beim Ausweichen erst halb über der Klippe hängt und, nachdem die Freunde noch versuchen, es hochzuziehen, in den Abgrund stürzt. Weil der Fahrer noch gelebt hat, sagen Stevie und Ava zunächst, sie müssten nachschauen, aber die anderen argumentieren, sie könnten nichts tun. Teddy lügt, er habe Polizei und Krankenwagen alarmiert, damit sie einwilligen wegzufahren, und lässt sie alle schwören, niemandem etwas davon zu erzählen. Sein Vater, ein Stadtpolitiker, hilft mit seinen Kontakten zur Polizei, den Unfall zu vertuschen.
Ein Jahr später: Ava, die im Flugzeug die True-Crime-Podcasterin Tyler kennengelernt hat, und Milo kehren nach Southport zurück für Danicas Brautparty mit ihrem neuen Verlobten Wyatt. Beim Geschenke-Auspacken findet Danica eine Karte mit der Nachricht „Ich weiß, was du letzten Sommer getan hast“ und verdächtigt Teddy. Ava, Milo und Stevie konfrontieren ihn auf seinem Boot. Während Danica mit Kopfhörern badet, wird Wyatt von einem Unbekannten in einer schwarzen Öljacke harpuniert und mit einem Haken getötet. Danica findet ihn schließlich aufgespießt und die Nachricht „Du kannst die Vergangenheit nicht auslöschen.“ 
Ava trifft sich mit Tyler, die einen Podcast über das Southport-Massaker von 1997 aufnimmt und ihr von der Überlebenden Julie James erzählt. Auch damals hatte eine Gruppe Jugendlicher einen Autounfall verursacht und wurde anschließend nach und nach umgebracht. An einem damaligen Tatort werden Ava und Tyler von dem Fischer angegriffen, den Ava am Arm verletzen kann. Stevie rettet sie schließlich aus dem Gebäude, aber der Fischer tötet Tyler und hängt sie außen von einem Balkon. Ava sucht Julie auf, die nun an einer Universität arbeitet; sie gibt ihr den Hinweis, dass der Täter wahrscheinlich eine persönliche Verbindung zu dem Unfallopfer habe. Dieses war Sam Cooper, von dem sie aber damals keine Verwandten oder Freunde finden konnten.
Grant Spencer und der Polizeichef halten eine Stadtversammlung ab, bei dem sie Tylers Tod als Selbstmord und Wyatts als Einbruch abtun. Von Sam Cooper sagen sie, dass er drogenabhängig gewesen sei und das Auto gestohlen habe. Ray Bronson, ein weiterer Überlebender von 1997, mittlerweile Julies Ex-Mann und heute Stevies Chef mit einer Bar, wirft ihnen vor, die aktuellen Morde zu verschleiern so wie das damalige Massaker, nach dem Grant die Stadt gentrifiziert hatte. Ava, Milo und Stevie finden heraus, dass das von Sam Cooper gestohlene Auto dem Pastor Judah Gillespie gehört habe; und Danica und Teddy, dass Coopers Grab vor kurzem besucht wurde. Der Fischer tötet den Friedhofsgärtner, während dieser Kameras überprüfen will, und greift Danica an, aber Teddy kann sie retten. Sie versammeln sich in Danicas Anwesen, aber Stevie muss bald wieder zu Rays Bar. Als Ava Sex mit Milo initiiert, wird er nervös und geht nach draußen, wo er vom Fischer stranguliert wird. Ava sieht nur sein Auto wegfahren. 
Am nächsten Tag suchen Ava und Danica die Kirche auf, in der Hannah als Freiwillige aushilft. Während Ava Pastor Judah ablenkt, findet Danica in seinem Büro heraus, dass er und Sam Cooper sich kannten. Sie teilen ihren Verdacht, dass Judah der Täter ist, dem Polizeichef mit, der sie aber auf Grants Rat im Revier einsperrt. Derweil erhält Teddy in der Sauna eine Nachricht „Du bist der Nächste.“ In der Nacht wird er vor dem Anwesen seiner Familie angegriffen und stirbt in den Armen seines Vaters, der daraufhin auch vom Fischer getötet wird. Danica hat einen Traum von Helen Shivers, einem Opfer von 1997; beide waren jeweils im Jahr des Unfalls die „Croaker Queen,“ eine Art lokale Schönheitskönigin. Danica und Ava werden am Morgen entlassen und folgen den Polizisten zu einem neuen Tatort: am Hafen wurden Teddys und Grants Leichen aufgehängt. In der Nähe findet Ava auch Milos Auto und Leiche. 
Während Ava, Danica und Stevie mit Teddys Boot fliehen, stürmt die Polizei die Kirche, wo sie Judahs Leiche und auf einem Foto seiner Drogenrehabilitierungsgruppe Sam und Stevie sehen. Auf dem Boot enthüllt sich Stevie als der Fischer und greift Danica an. Sie erklärt, dass sie und Sam im Entzug Freunde waren und Sam sie vor dem Unfall letztes Jahr hatte abholen wollen. Sie wollte Danica mit Wyatts Tod zeigen, wie es sich anfühlt, einen Nahestehenden zu verlieren, und will Ava verschonen, weil sie sich als einzige dafür ausgesprochen hatte, dem Unfallopfer zu helfen. Während sie auf dem Deck Danica festhält, kommt auch Ray, der ihnen nachgefahren ist, auf das Boot. Stevie ersticht Danica und wirft sie über Bord, worauf Ray sie erschießt und sie selbst über Bord fällt. 
Ava und Ray ruhen sich zusammen in seiner Bar aus. Ava erkennt an seinem Arm dieselbe Verletzung, die sie dem Fischer zugefügt hat, und auch Julie erkennt die Verbindung zwischen Stevie und Ray, der sich so als ihr Komplize herausstellt. Er greift Ava an, aber dann kommt Julie dazwischen. Ray erklärt ihr, dass er Stevie helfen und gleichzeitig die Erinnerung an das damalige Massaker zurückbringen wollte. Dessen Verschleierung habe sein Leben ruiniert. Julie lenkt ihn ab, damit Ava ihn von hinten erstechen kann. 
Danica wurde an Land gespült und in ein Krankenhaus gebracht. Als sie wieder draußen ist, erzählt Ava ihr, dass offenbar auch Stevie überlebt hat. Karla Wilson, eine Freundin von Julie, die mit ihr ein weiteres Massaker 1998 überlebt hat, wird von dieser besucht. Julie hat eine weitere Nachricht „Es ist noch nicht vorbei“ mit einem Foto der beiden Frauen von damals erhalten.

## Produktion und Hintergrund
Der Film wurde von Original Film  produziert, als Produzent fungierte Neal H. Moritz. Dreharbeiten fanden im November 2024 in Australien statt. Diese wurden im März 2025 in Los Angeles abgeschlossen.
Die Kamera führte Elisha Christian, das Casting verantwortete Ashley Marks. Das Szenenbild gestalteten Courtney Andujar und Hillary Andujar und das Kostümbild Mari-An Ceo. Regisseurin Jennifer Kaytin Robinson hatte zuvor unter anderem Do Revenge für Netflix inszeniert. Jennifer Love Hewitt und Freddie Prinze Jr. übernahmen wie im gleichnamigen Film aus dem Jahr 1997 Ich weiß, was du letzten Sommer getan hast erneut die Rollen der Julie James und Ray Bronson. Auch Sarah Michelle Gellar und Brandy verkörperten erneut jeweils Helen Shivers aus dem ersten Film und Karla Wilson aus Ich weiß noch immer, was du letzten Sommer getan hast (1998). Mit Lola Tung und Nicholas Alexander Chavez wurden Szenen gedreht, die im finalen Schnitt entfielen.
Im April 2025 wurde ein erster Trailer veröffentlicht. Von der Motion Picture Association erhielt der Film ein R-Rating.

## Veröffentlichung
Premiere war am 14. Juli 2025 am United Artists Theatre in Los Angeles.
In Deutschland kam der Film am 17. Juli 2025 in die Kinos.

## Synchronisation
Die deutschsprachige Synchronisation entstand bei Iyuno Germany nach einem Dialogbuch und unter der Dialogregie von Nico Sablik. Dascha Lehmann, Dennis Schmidt-Foß, Alexandra Wilcke und Claudia Urbschat-Mingues nahmen hierfür wieder ihre Rollen aus den Vorgängerfilmen ein.
| Rolle           | Schauspieler          | Synchronsprecher         |
| --------------- | --------------------- | ------------------------ |
| Danica Richards | Madelyn Cline         | Luisa Wietzorek          |
| Ava Brooks      | Chase Sui Wonders     | Alice Bauer              |
| Stevie Ward     | Sarah Pidgeon         | Magdalena Höfner         |
| Ray Bronson     | Freddie Prinze Jr.    | Dennis Schmidt-Foß       |
| Julie James     | Jennifer Love Hewitt  | Dascha Lehmann           |
| Milo Griffin    | Jonah Hauer-King      | Konrad Bösherz           |
| Tyler Trevino   | Gabbriette            | Lea Kalbhenn             |
| Helen Shivers   | Sarah Michelle Gellar | Alexandra Wilcke         |
| Karla Wilson    | Brandy                | Claudia Urbschat-Mingues |
| Andrew          | Isaiah Mustafa        | Nico Sablik              |
| Jason           | Todd Giebenhain       | Rainer Fritzsche         |
| Chief Roberts   | Nick Farnell          | Jaron Löwenberg          |
| Wyatt           | Joshua Orpin          | Sebastian Fitzner        |
| Grant Spencer   | Billy Campbell        | Patrick Winczewski       |
| Teddy Spencer   | Tyriq Withers         | Oscar Räuker             |
| Hannah Decker   | Georgia Flood         | Leni Lessmann            |

## Rezeption

### Kritiken
Christoph Petersen vergab auf filmstarts.de drei von fünf Sternen. Jennifer Kaytin Robinson liefere mit ihrem Legacy-Reboot einen grundsoliden Whodunit-Slasher mit einer Auflösung, mit der man dem Scream-Franchise ein Stück weit den Schneid abkaufe.
Yannick Vollweiler bewertete die Produktion auf film-rezensionen.de mit sechs von zehn Punkten. Diese überzeuge immer dann, wenn sie sich von ihrer ernsten Botschaft löse und Genre-Klischees bewusst auskoste. Atmosphärische Inszenierung, der besonders in der ersten Hälfte clever eingesetzte Whodunit-Effekt und das richtige Maß an Nostalgie retteten den Film trotz eines enttäuschenden Finales, hinterließen aber dennoch ein Gefühl von ungenutztem Potenzial.
David Hilbert, unter dem Usernamen Mr. Hankey, bewertet den Film auf OFDb.de mit 7 von 10 Punkten. In seinem Fazit schreibt er: Unterm Strich ist "Ich weiss, was du letzten Sommer getan hast" jedenfalls ein erstaunlich erfreuliches Reboot-Vehikel geworden, das vor allem Fans von damals besser schmecken dürfte, als sie es im Vorfeld erwarten würden.
Manfred Riepe (drei von fünf Sterne) meinte auf epd-film.de, dass die Geschichte so wirr wie im Original bleibe. Dennoch werde diese blutige Geisterbahnfahrt trotz mehr als zwei Stunden Laufzeit nicht langatmig.
Christian Klosz (27 von 100 Punkte) urteilte auf filmpluskritik.com, dass dies ein entbehrlicher Film sei, der die Sequel- und Reboot-Wut großer Hollywood-Studios zur negativen Spitze treibe. Die Produktion schaffe es nie, sich von seinem Vorbild zu lösen und ein eigenständiger Film zu werden, der über eine bloße Kopie hinausgehe. Die Figuren seien größtenteils Klischees, das Drehbuch fühle sich an, als wurde es von der KI verfasst.
Ilija Glavas (4 von 10 Punkte) befand auf kinomeister.de, dass der Film die Chance verpasse, sich neu zu erfinden. Statt Spannung gebe es klischeebeladene Figuren, seichte Dialoge und einen Slasher-Plot, der mehr müde lächeln lasse als zittern.

### Kinokasse
Am Startwochenende erzielte der Film ein weltweites Einspielergebnis von knapp 25 Millionen US-Dollar, davon rund 13 Millionen US-Dollar in den USA. Das Produktionsbudget betrug rund 18 Millionen Dollar, die Gesamtkosten wurde auf 40 Millionen Dollar geschätzt.